# هانس اگلی
هانس اگلی (انگلیسی: Hans Egli) تیرانداز اهل سوئیس است.
وی در مسابقات کشوری و بین‌المللی در مجموع برندهٔ ۱ مدال برنز شده‌است.